# I Gusti Ngurah Rai
I Gusti Ngurah Rai, krátce Ngurah Rai (30. ledna 1917 v Desa Carangsari, Kabupaten Badung Bali - 20. listopadu 1946 v Margaraně, Tabanan), byl indonéským důstojníkem, národním hrdinou, který velel indonéským jednotkám na Bali proti Nizozemcům v boji za nezávislost. Byl zabit na bojišti. Bylo po něm pojmenováno mezinárodní letiště u Denpasaru, třetí nejdůležitější letiště v Indonésii.